# Klee Oepe

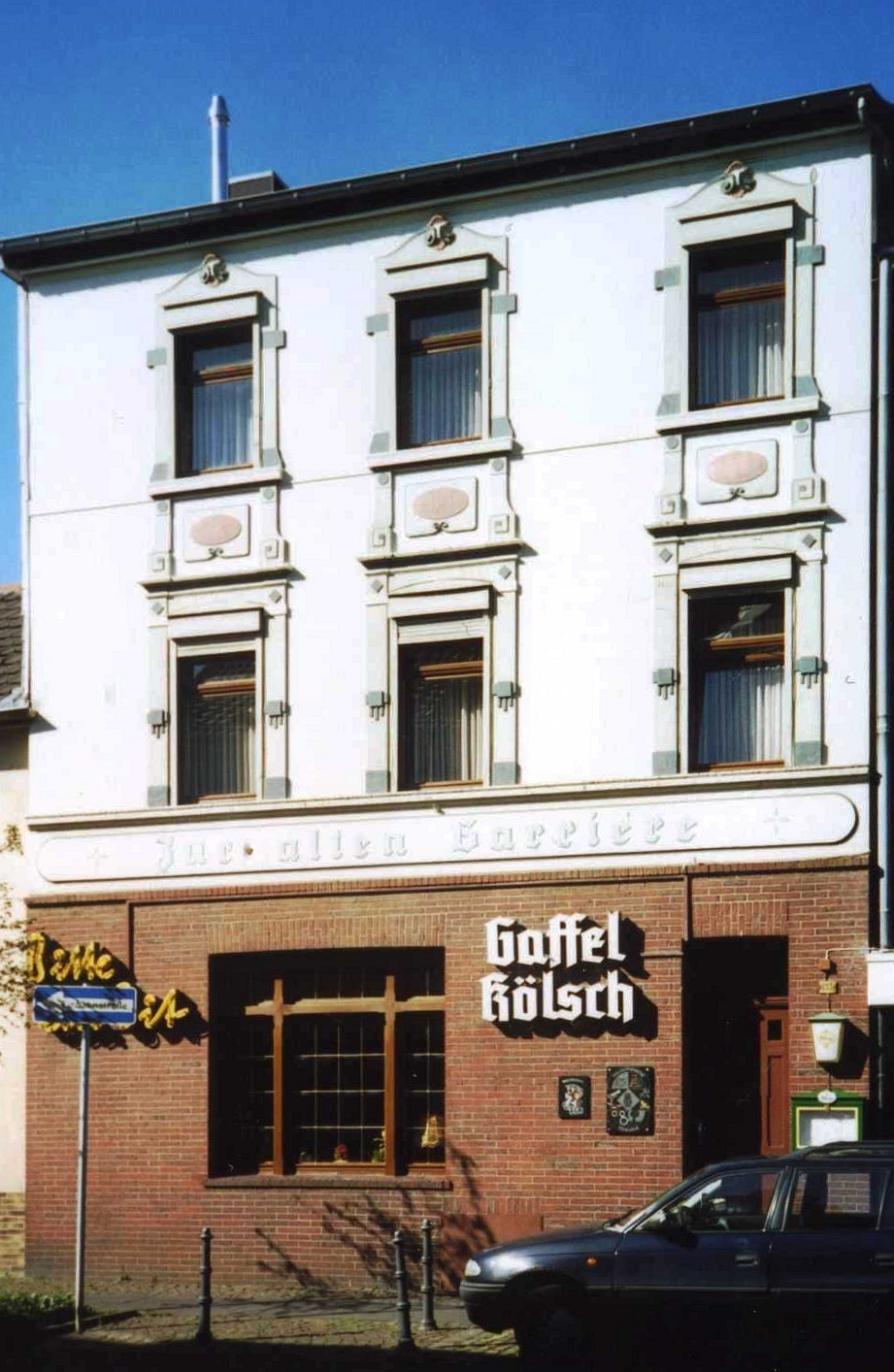
Hotel Zur alten Barriere

Klee Oepe [sprich: klee ööpe] ist der östliche Teil der Eschweiler Altstadt nördlich der Inde und liegt entlang der unteren „Dürener Straße“ zwischen „Wollenweberstraße“ und Einmündung „Drieschstraße“. Im Osten grenzt Klee Oepe an Eschweiler-Ost.
Am heutigen Hotel „Zur alten Barriere“ befand sich in früheren Jahrhunderten am östlichen Stadtausgang eine Barriere der gebührenpflichtigen Durchgangsstraße.

## Geschichte des Namens
In vergangenen Jahrhunderten verkauften Eupener Bauern ihre Pferde häufig in Köln. Später einigten sie sich, sich auf halbem Weg zu treffen. So trafen sich die Eupener und Kölner auf dem freien Platz östlich der damaligen Eschweiler Stadtmauer zum Pferdehandel, da Handel innerhalb der Stadt verboten war. Schnell wurde dieser Ort für die Kölner zum „Klein Eupen“, in Mundart „Klee Oepe“.